# Енн Міллер
Енн Міллер (англ. Ann Miller; 12 квітня 1923 — 22 січня 2004) — американська акторка, співачка і танцюристка.

## Вибрана фільмографія
- 1937 — Двері на сцену — Енні
- 1938 — З собою не забрати — Ессі Кармайкл
- 1938 — Обслуговування номерів — Гільда Менні
- 1940 — Надто багато дівчат — Пепе
- 1940 — Хіт-парад 1941 року — Аннабель Поттер
- 1940 — Мелодії ранчо — Джулі Шелтон
- 1948 — Великодній парад — Надін Гейл
- 1949 — Звільнення до міста — Клер Гадденсон
- 1951 — Карнавал у Техасі — Саншайн Джексон
- 1951 — Два квитки на Бродвей — Джойс Кемпбелл
- 1953 — Поцілуй мене, Кет — Луї Лейн «Бьянка»
- 1954 — Глибоко в моєму серці — танцювальний номер
- 1956 — Протилежна стать — Глорія Делл
- 2001 — Малголленд Драйв — Коко Ленуа